# Monte la Fine
Il Monte La Fine è la montagna più elevata dell'Appennino imolese. Collocata tra Castel del Rio e Firenzuola, tocca i 993 m s.l.m.

## Accesso alla vetta
La vetta si trova nel comune di Firenzuola, nei pressi di Piancaldoli, tra la valle del Sillaro e del Santerno. Si può raggiungerne la cima, ove si trova un grande obelisco con croce, da entrambi i crinali, anche se la vetta è in Toscana. Dalla radura di vetta si ha un'importante vista sulla valle di Firenzuola, ma anche sulla valle del Santerno.
Il CAI di Imola provvede alla manutenzione dei suoi sentieri, in questo caso il 727 da Monte Fune o il 791 da via di Monte la Fine in Giugnola.